# Morvilliers, Eure-et-Loir

Morvilliers este o comună în departamentul Eure-et-Loir, Franța. În 1 ianuarie 2022 avea o populație de 127 de locuitori.